# 谷歌人肉搜索
谷歌人肉搜索是由Google中国于2008年4月1日起推出的愚人节恶搞活动，其自称“是为中国大陆地区推出的一个互联网人肉搜索引擎”，而谷歌中国在该“人肉搜索”主页上宣布招聘人肉搜索志愿者，邀请用户投递中英文简历至专用邮箱。
在4月2日，谷歌人肉搜索页面显示：“尊敬的用户，我们抱歉的通知您，由于信息晚到等原因，您刚刚使用的人肉搜索引擎不能正常启动......在此谨祝大家愚人节快乐，天天快乐。”说明了这是一场谷歌为中国开的愚人节玩笑。该声明末尾提示“如果您真的有问题需要社区用户或网友帮忙解决，不妨试用由谷歌提供技术支持的天涯问答......”，在声明发出后，通过人肉搜索引擎进行的搜索，都会跳转到天涯问答发布。